# Liga Nogometnog saveza područja Nova Gradiška 1972./73.
Liga Nogometnog saveza područja Nova Gradiška također i kao Područna liga Nova Gradiška, Područna liga NSP Nova Gradiška je bila liga četvrtog stupnja nogometnog prvenstva Jugoslavije u sezoni 1972./73. 
 
Sudjelovalo je 10 klubova, a prvak je bio klub "Jedinstvo" iz Novske. 
 
Reorganizacijom ligaškog natjecanja, Liga NSP Nova Gradiška je postala od sezone 1973./74. ligom petog stupnja. 

## Ljestvica
| mj. | klub                  | ut. | pob. | ner. | por. | gol+ | gol- | bod |
| --- | --------------------- | --- | ---- | ---- | ---- | ---- | ---- | --- |
| 1.  | Jedinstvo Novska      | 18  | 15   | 1    | 2    | 72   | 24   | 31  |
| 2.  | Metalac Nova Gradiška | 18  | 12   | 2    | 4    | 55   | 24   | 26  |
| 3.  | Slavonac Nova Kapela  | 18  | 11   | 3    | 4    | 49   | 23   | 25  |
| 4.  | Psunj Okučani         | 18  | 9    | 2    | 7    | 42   | 34   | 20  |
| 5.  | Dinamo Godinjak       | 18  | 7    | 4    | 7    | 39   | 40   | 18  |
| 6.  | Strmac Nova Gradiška  | 18  | 6    | 4    | 8    | 43   | 40   | 16  |
| 7.  | Budućnost Rešetari    | 18  | 6    | 3    | 9    | 24   | 43   | 15  |
| 8.  | Graničar Laze         | 18  | 5    | 2    | 11   | 30   | 50   | 12  |
| 9.  | Partizan Batrina      | 18  | 4    | 3    | 11   | 30   | 70   | 11  |
| 10. | Omladinac Vrbova      | 18  | 2    | 2    | 14   | 20   | 55   | 6   |

## Rezultatska križaljka
| kratica | klub                  | BUD | DIN | GRA | JED | MET | OML | PAR | PSU | SLA | STR |
| --- | --------------------- | --- | --- | --- | --- | --- | --- | --- | --- | --- | --- |
| BUD | Budućnost Rešetari    |     |     |     |     |     |     |     |     |     |     |
| DIN | Dinamo Godinjak       |     |     |     |     |     |     |     |     |     |     |
| GRA | Graničar Laze         |     |     |     |     |     |     |     |     |     |     |
| JED | Jedinstvo Novska      |     |     |     |     |     |     |     |     |     |     |
| MET | Metalac Nova Gradiška |     |     |     |     |     |     |     |     |     |     |
| OML | Omladinac Vrbova      |     |     |     |     |     |     |     |     |     |     |
| PAR | Partizan Batrina      |     |     |     |     |     |     |     |     |     |     |
| PSU | Psunj Okučani         |     |     |     |     |     |     |     |     |     |     |
| SLA | Slavonac Nova Kapela  |     |     |     |     |     |     |     |     |     |     |
| STR | Strmac Nova Gradiška  |     |     |     |     |     |     |     |     |     |     |
| |                       |     |     |     |     |     |     |     |     |     |     |
| podebljan rezultat - utakmice od 1. do 9. kola (1. utakmica između klubova) rezultat normalne debljine - utakmice od 10. do 18. kola (2. utakmica između klubova) rezultat nakošen - nije vidljiv redoslijed odigravanja međusobnih utakmica iz dostupnih izvora rezultat smanjen * - iz dostupnih izvora nije uočljiv domaćin susreta prekrižen rezultat - poništena ili brisana utakmica p - utakmica prekinuta 3:0 p.f. / 0:3 p.f. - rezultat 3:0 bez borbe |                       |     |     |     |     |     |     |     |     |     |     |

 Izvori:

## Unutrašnje poveznice
- Slavonska zona - Posavska skupina 1972./73.
- Liga NSP Slavonska Požega 1972./73.